# Амдзарин
Амдзарин (осет. Æмдзарин), ранее Цинага́р (осет. Цъинагар, груз. წინაგარი) — село в Закавказье на Тирипонской равнине, расположенное на крайнем юго-западе Ленингорского района. Село считается одним из самых крупных и развитых на территории района.

## История
- Первые поселенцы осетины выходцы некогда из Чсанского ущелья называли селение Циныхъæу, однако с установлением Советской власти село переименовали в Цинагари. В XX веке земли Цинагара считались одними из самых плодородных во всей Юго-Осетии.
- С 1989-92 годах до установления югоосетинскими властями контроля над Ксанским ущельем осенью 2008 года являлось фактическим временным административным центром Ленингорского района Республики Южная Осетия.

## Государственные объекты социального значения
- Здание администрации
- Дом культуры, библиотека
- Средняя школа им. Г. Хуриева
- Стадион
- Новый детский сад
- Больница
- Почта Южной Осетии

## Восстановление, связь
- В селении два раза проводилась ремонтирование дорог,
- Планируется воссоздание уличного освещения,
- Сотовая связь «Мегафон Южная Осетия»,
- Имеется автобусное сообщение : Цхинвал-Цинагар, Цинагар-Ленингор.

## Достопримечательности
- Мемориал памятник Героям Великой Отечественной войны выходцам из селения.